# Класінца тема
Тема Класінца — тема в шаховій композиції в жанрі кооперативного мата. Суть теми — фігура йде з тематичного поля, пропускає через нього лінійну фігуру, а потім повертається на це тематичне поле.

## Історія
Ідею запропонував у 1982 році шаховий композитор зі Словенії Марко Класінц (14.05.1951).
Розв'язок задачі на цю ідею повинен бути як мінімум в три ходи. Тематична фігура покидає тематичне поле, пропускає через нього лінійну фігуру, і тоді вже знову займає тематичне поле. При вираженні ідеї може бути біла форма, чорна або чорно-біла, тобто біла фігура може пропускати білу або чорну, і чорна фігура може пропускати чорну або білу.
Хоча й раніше зустрічались задачі з такою ідеєю, зокрема в 1922 році в задачі англійського проблеміста К. Фокса, ідея дістала назву від шахового композитора, який цілеспрямовано розробляв цю ідею — тема Класінца.
|   | a | b | c | d | e | f | g | h |   |
| 8 | b8 білий король · b6 білий пішак · e6 чорний пішак · g6 чорний пішак · c5 білий слон · d5 біла тура · e5 білий пішак · g5 білий пішак · a4 чорний кінь · c4 білий пішак · e4 чорний пішак · g4 чорний пішак · c3 чорний пішак · d3 білий пішак · e3 білий пішак · f3 чорний пішак · g3 білий пішак · c2 чорний пішак · e2 чорний король · f2 чорна тура · a1 чорна тура · b1 чорний кінь · d1 чорний слон | b8 білий король · b6 білий пішак · e6 чорний пішак · g6 чорний пішак · c5 білий слон · d5 біла тура · e5 білий пішак · g5 білий пішак · a4 чорний кінь · c4 білий пішак · e4 чорний пішак · g4 чорний пішак · c3 чорний пішак · d3 білий пішак · e3 білий пішак · f3 чорний пішак · g3 білий пішак · c2 чорний пішак · e2 чорний король · f2 чорна тура · a1 чорна тура · b1 чорний кінь · d1 чорний слон | b8 білий король · b6 білий пішак · e6 чорний пішак · g6 чорний пішак · c5 білий слон · d5 біла тура · e5 білий пішак · g5 білий пішак · a4 чорний кінь · c4 білий пішак · e4 чорний пішак · g4 чорний пішак · c3 чорний пішак · d3 білий пішак · e3 білий пішак · f3 чорний пішак · g3 білий пішак · c2 чорний пішак · e2 чорний король · f2 чорна тура · a1 чорна тура · b1 чорний кінь · d1 чорний слон | b8 білий король · b6 білий пішак · e6 чорний пішак · g6 чорний пішак · c5 білий слон · d5 біла тура · e5 білий пішак · g5 білий пішак · a4 чорний кінь · c4 білий пішак · e4 чорний пішак · g4 чорний пішак · c3 чорний пішак · d3 білий пішак · e3 білий пішак · f3 чорний пішак · g3 білий пішак · c2 чорний пішак · e2 чорний король · f2 чорна тура · a1 чорна тура · b1 чорний кінь · d1 чорний слон | b8 білий король · b6 білий пішак · e6 чорний пішак · g6 чорний пішак · c5 білий слон · d5 біла тура · e5 білий пішак · g5 білий пішак · a4 чорний кінь · c4 білий пішак · e4 чорний пішак · g4 чорний пішак · c3 чорний пішак · d3 білий пішак · e3 білий пішак · f3 чорний пішак · g3 білий пішак · c2 чорний пішак · e2 чорний король · f2 чорна тура · a1 чорна тура · b1 чорний кінь · d1 чорний слон | b8 білий король · b6 білий пішак · e6 чорний пішак · g6 чорний пішак · c5 білий слон · d5 біла тура · e5 білий пішак · g5 білий пішак · a4 чорний кінь · c4 білий пішак · e4 чорний пішак · g4 чорний пішак · c3 чорний пішак · d3 білий пішак · e3 білий пішак · f3 чорний пішак · g3 білий пішак · c2 чорний пішак · e2 чорний король · f2 чорна тура · a1 чорна тура · b1 чорний кінь · d1 чорний слон | b8 білий король · b6 білий пішак · e6 чорний пішак · g6 чорний пішак · c5 білий слон · d5 біла тура · e5 білий пішак · g5 білий пішак · a4 чорний кінь · c4 білий пішак · e4 чорний пішак · g4 чорний пішак · c3 чорний пішак · d3 білий пішак · e3 білий пішак · f3 чорний пішак · g3 білий пішак · c2 чорний пішак · e2 чорний король · f2 чорна тура · a1 чорна тура · b1 чорний кінь · d1 чорний слон | b8 білий король · b6 білий пішак · e6 чорний пішак · g6 чорний пішак · c5 білий слон · d5 біла тура · e5 білий пішак · g5 білий пішак · a4 чорний кінь · c4 білий пішак · e4 чорний пішак · g4 чорний пішак · c3 чорний пішак · d3 білий пішак · e3 білий пішак · f3 чорний пішак · g3 білий пішак · c2 чорний пішак · e2 чорний король · f2 чорна тура · a1 чорна тура · b1 чорний кінь · d1 чорний слон | 8 |
| 7 | b8 білий король · b6 білий пішак · e6 чорний пішак · g6 чорний пішак · c5 білий слон · d5 біла тура · e5 білий пішак · g5 білий пішак · a4 чорний кінь · c4 білий пішак · e4 чорний пішак · g4 чорний пішак · c3 чорний пішак · d3 білий пішак · e3 білий пішак · f3 чорний пішак · g3 білий пішак · c2 чорний пішак · e2 чорний король · f2 чорна тура · a1 чорна тура · b1 чорний кінь · d1 чорний слон | b8 білий король · b6 білий пішак · e6 чорний пішак · g6 чорний пішак · c5 білий слон · d5 біла тура · e5 білий пішак · g5 білий пішак · a4 чорний кінь · c4 білий пішак · e4 чорний пішак · g4 чорний пішак · c3 чорний пішак · d3 білий пішак · e3 білий пішак · f3 чорний пішак · g3 білий пішак · c2 чорний пішак · e2 чорний король · f2 чорна тура · a1 чорна тура · b1 чорний кінь · d1 чорний слон | b8 білий король · b6 білий пішак · e6 чорний пішак · g6 чорний пішак · c5 білий слон · d5 біла тура · e5 білий пішак · g5 білий пішак · a4 чорний кінь · c4 білий пішак · e4 чорний пішак · g4 чорний пішак · c3 чорний пішак · d3 білий пішак · e3 білий пішак · f3 чорний пішак · g3 білий пішак · c2 чорний пішак · e2 чорний король · f2 чорна тура · a1 чорна тура · b1 чорний кінь · d1 чорний слон | b8 білий король · b6 білий пішак · e6 чорний пішак · g6 чорний пішак · c5 білий слон · d5 біла тура · e5 білий пішак · g5 білий пішак · a4 чорний кінь · c4 білий пішак · e4 чорний пішак · g4 чорний пішак · c3 чорний пішак · d3 білий пішак · e3 білий пішак · f3 чорний пішак · g3 білий пішак · c2 чорний пішак · e2 чорний король · f2 чорна тура · a1 чорна тура · b1 чорний кінь · d1 чорний слон | b8 білий король · b6 білий пішак · e6 чорний пішак · g6 чорний пішак · c5 білий слон · d5 біла тура · e5 білий пішак · g5 білий пішак · a4 чорний кінь · c4 білий пішак · e4 чорний пішак · g4 чорний пішак · c3 чорний пішак · d3 білий пішак · e3 білий пішак · f3 чорний пішак · g3 білий пішак · c2 чорний пішак · e2 чорний король · f2 чорна тура · a1 чорна тура · b1 чорний кінь · d1 чорний слон | b8 білий король · b6 білий пішак · e6 чорний пішак · g6 чорний пішак · c5 білий слон · d5 біла тура · e5 білий пішак · g5 білий пішак · a4 чорний кінь · c4 білий пішак · e4 чорний пішак · g4 чорний пішак · c3 чорний пішак · d3 білий пішак · e3 білий пішак · f3 чорний пішак · g3 білий пішак · c2 чорний пішак · e2 чорний король · f2 чорна тура · a1 чорна тура · b1 чорний кінь · d1 чорний слон | b8 білий король · b6 білий пішак · e6 чорний пішак · g6 чорний пішак · c5 білий слон · d5 біла тура · e5 білий пішак · g5 білий пішак · a4 чорний кінь · c4 білий пішак · e4 чорний пішак · g4 чорний пішак · c3 чорний пішак · d3 білий пішак · e3 білий пішак · f3 чорний пішак · g3 білий пішак · c2 чорний пішак · e2 чорний король · f2 чорна тура · a1 чорна тура · b1 чорний кінь · d1 чорний слон | b8 білий король · b6 білий пішак · e6 чорний пішак · g6 чорний пішак · c5 білий слон · d5 біла тура · e5 білий пішак · g5 білий пішак · a4 чорний кінь · c4 білий пішак · e4 чорний пішак · g4 чорний пішак · c3 чорний пішак · d3 білий пішак · e3 білий пішак · f3 чорний пішак · g3 білий пішак · c2 чорний пішак · e2 чорний король · f2 чорна тура · a1 чорна тура · b1 чорний кінь · d1 чорний слон | 7 |
| 6 | b8 білий король · b6 білий пішак · e6 чорний пішак · g6 чорний пішак · c5 білий слон · d5 біла тура · e5 білий пішак · g5 білий пішак · a4 чорний кінь · c4 білий пішак · e4 чорний пішак · g4 чорний пішак · c3 чорний пішак · d3 білий пішак · e3 білий пішак · f3 чорний пішак · g3 білий пішак · c2 чорний пішак · e2 чорний король · f2 чорна тура · a1 чорна тура · b1 чорний кінь · d1 чорний слон | b8 білий король · b6 білий пішак · e6 чорний пішак · g6 чорний пішак · c5 білий слон · d5 біла тура · e5 білий пішак · g5 білий пішак · a4 чорний кінь · c4 білий пішак · e4 чорний пішак · g4 чорний пішак · c3 чорний пішак · d3 білий пішак · e3 білий пішак · f3 чорний пішак · g3 білий пішак · c2 чорний пішак · e2 чорний король · f2 чорна тура · a1 чорна тура · b1 чорний кінь · d1 чорний слон | b8 білий король · b6 білий пішак · e6 чорний пішак · g6 чорний пішак · c5 білий слон · d5 біла тура · e5 білий пішак · g5 білий пішак · a4 чорний кінь · c4 білий пішак · e4 чорний пішак · g4 чорний пішак · c3 чорний пішак · d3 білий пішак · e3 білий пішак · f3 чорний пішак · g3 білий пішак · c2 чорний пішак · e2 чорний король · f2 чорна тура · a1 чорна тура · b1 чорний кінь · d1 чорний слон | b8 білий король · b6 білий пішак · e6 чорний пішак · g6 чорний пішак · c5 білий слон · d5 біла тура · e5 білий пішак · g5 білий пішак · a4 чорний кінь · c4 білий пішак · e4 чорний пішак · g4 чорний пішак · c3 чорний пішак · d3 білий пішак · e3 білий пішак · f3 чорний пішак · g3 білий пішак · c2 чорний пішак · e2 чорний король · f2 чорна тура · a1 чорна тура · b1 чорний кінь · d1 чорний слон | b8 білий король · b6 білий пішак · e6 чорний пішак · g6 чорний пішак · c5 білий слон · d5 біла тура · e5 білий пішак · g5 білий пішак · a4 чорний кінь · c4 білий пішак · e4 чорний пішак · g4 чорний пішак · c3 чорний пішак · d3 білий пішак · e3 білий пішак · f3 чорний пішак · g3 білий пішак · c2 чорний пішак · e2 чорний король · f2 чорна тура · a1 чорна тура · b1 чорний кінь · d1 чорний слон | b8 білий король · b6 білий пішак · e6 чорний пішак · g6 чорний пішак · c5 білий слон · d5 біла тура · e5 білий пішак · g5 білий пішак · a4 чорний кінь · c4 білий пішак · e4 чорний пішак · g4 чорний пішак · c3 чорний пішак · d3 білий пішак · e3 білий пішак · f3 чорний пішак · g3 білий пішак · c2 чорний пішак · e2 чорний король · f2 чорна тура · a1 чорна тура · b1 чорний кінь · d1 чорний слон | b8 білий король · b6 білий пішак · e6 чорний пішак · g6 чорний пішак · c5 білий слон · d5 біла тура · e5 білий пішак · g5 білий пішак · a4 чорний кінь · c4 білий пішак · e4 чорний пішак · g4 чорний пішак · c3 чорний пішак · d3 білий пішак · e3 білий пішак · f3 чорний пішак · g3 білий пішак · c2 чорний пішак · e2 чорний король · f2 чорна тура · a1 чорна тура · b1 чорний кінь · d1 чорний слон | b8 білий король · b6 білий пішак · e6 чорний пішак · g6 чорний пішак · c5 білий слон · d5 біла тура · e5 білий пішак · g5 білий пішак · a4 чорний кінь · c4 білий пішак · e4 чорний пішак · g4 чорний пішак · c3 чорний пішак · d3 білий пішак · e3 білий пішак · f3 чорний пішак · g3 білий пішак · c2 чорний пішак · e2 чорний король · f2 чорна тура · a1 чорна тура · b1 чорний кінь · d1 чорний слон | 6 |
| 5 | b8 білий король · b6 білий пішак · e6 чорний пішак · g6 чорний пішак · c5 білий слон · d5 біла тура · e5 білий пішак · g5 білий пішак · a4 чорний кінь · c4 білий пішак · e4 чорний пішак · g4 чорний пішак · c3 чорний пішак · d3 білий пішак · e3 білий пішак · f3 чорний пішак · g3 білий пішак · c2 чорний пішак · e2 чорний король · f2 чорна тура · a1 чорна тура · b1 чорний кінь · d1 чорний слон | b8 білий король · b6 білий пішак · e6 чорний пішак · g6 чорний пішак · c5 білий слон · d5 біла тура · e5 білий пішак · g5 білий пішак · a4 чорний кінь · c4 білий пішак · e4 чорний пішак · g4 чорний пішак · c3 чорний пішак · d3 білий пішак · e3 білий пішак · f3 чорний пішак · g3 білий пішак · c2 чорний пішак · e2 чорний король · f2 чорна тура · a1 чорна тура · b1 чорний кінь · d1 чорний слон | b8 білий король · b6 білий пішак · e6 чорний пішак · g6 чорний пішак · c5 білий слон · d5 біла тура · e5 білий пішак · g5 білий пішак · a4 чорний кінь · c4 білий пішак · e4 чорний пішак · g4 чорний пішак · c3 чорний пішак · d3 білий пішак · e3 білий пішак · f3 чорний пішак · g3 білий пішак · c2 чорний пішак · e2 чорний король · f2 чорна тура · a1 чорна тура · b1 чорний кінь · d1 чорний слон | b8 білий король · b6 білий пішак · e6 чорний пішак · g6 чорний пішак · c5 білий слон · d5 біла тура · e5 білий пішак · g5 білий пішак · a4 чорний кінь · c4 білий пішак · e4 чорний пішак · g4 чорний пішак · c3 чорний пішак · d3 білий пішак · e3 білий пішак · f3 чорний пішак · g3 білий пішак · c2 чорний пішак · e2 чорний король · f2 чорна тура · a1 чорна тура · b1 чорний кінь · d1 чорний слон | b8 білий король · b6 білий пішак · e6 чорний пішак · g6 чорний пішак · c5 білий слон · d5 біла тура · e5 білий пішак · g5 білий пішак · a4 чорний кінь · c4 білий пішак · e4 чорний пішак · g4 чорний пішак · c3 чорний пішак · d3 білий пішак · e3 білий пішак · f3 чорний пішак · g3 білий пішак · c2 чорний пішак · e2 чорний король · f2 чорна тура · a1 чорна тура · b1 чорний кінь · d1 чорний слон | b8 білий король · b6 білий пішак · e6 чорний пішак · g6 чорний пішак · c5 білий слон · d5 біла тура · e5 білий пішак · g5 білий пішак · a4 чорний кінь · c4 білий пішак · e4 чорний пішак · g4 чорний пішак · c3 чорний пішак · d3 білий пішак · e3 білий пішак · f3 чорний пішак · g3 білий пішак · c2 чорний пішак · e2 чорний король · f2 чорна тура · a1 чорна тура · b1 чорний кінь · d1 чорний слон | b8 білий король · b6 білий пішак · e6 чорний пішак · g6 чорний пішак · c5 білий слон · d5 біла тура · e5 білий пішак · g5 білий пішак · a4 чорний кінь · c4 білий пішак · e4 чорний пішак · g4 чорний пішак · c3 чорний пішак · d3 білий пішак · e3 білий пішак · f3 чорний пішак · g3 білий пішак · c2 чорний пішак · e2 чорний король · f2 чорна тура · a1 чорна тура · b1 чорний кінь · d1 чорний слон | b8 білий король · b6 білий пішак · e6 чорний пішак · g6 чорний пішак · c5 білий слон · d5 біла тура · e5 білий пішак · g5 білий пішак · a4 чорний кінь · c4 білий пішак · e4 чорний пішак · g4 чорний пішак · c3 чорний пішак · d3 білий пішак · e3 білий пішак · f3 чорний пішак · g3 білий пішак · c2 чорний пішак · e2 чорний король · f2 чорна тура · a1 чорна тура · b1 чорний кінь · d1 чорний слон | 5 |
| 4 | b8 білий король · b6 білий пішак · e6 чорний пішак · g6 чорний пішак · c5 білий слон · d5 біла тура · e5 білий пішак · g5 білий пішак · a4 чорний кінь · c4 білий пішак · e4 чорний пішак · g4 чорний пішак · c3 чорний пішак · d3 білий пішак · e3 білий пішак · f3 чорний пішак · g3 білий пішак · c2 чорний пішак · e2 чорний король · f2 чорна тура · a1 чорна тура · b1 чорний кінь · d1 чорний слон | b8 білий король · b6 білий пішак · e6 чорний пішак · g6 чорний пішак · c5 білий слон · d5 біла тура · e5 білий пішак · g5 білий пішак · a4 чорний кінь · c4 білий пішак · e4 чорний пішак · g4 чорний пішак · c3 чорний пішак · d3 білий пішак · e3 білий пішак · f3 чорний пішак · g3 білий пішак · c2 чорний пішак · e2 чорний король · f2 чорна тура · a1 чорна тура · b1 чорний кінь · d1 чорний слон | b8 білий король · b6 білий пішак · e6 чорний пішак · g6 чорний пішак · c5 білий слон · d5 біла тура · e5 білий пішак · g5 білий пішак · a4 чорний кінь · c4 білий пішак · e4 чорний пішак · g4 чорний пішак · c3 чорний пішак · d3 білий пішак · e3 білий пішак · f3 чорний пішак · g3 білий пішак · c2 чорний пішак · e2 чорний король · f2 чорна тура · a1 чорна тура · b1 чорний кінь · d1 чорний слон | b8 білий король · b6 білий пішак · e6 чорний пішак · g6 чорний пішак · c5 білий слон · d5 біла тура · e5 білий пішак · g5 білий пішак · a4 чорний кінь · c4 білий пішак · e4 чорний пішак · g4 чорний пішак · c3 чорний пішак · d3 білий пішак · e3 білий пішак · f3 чорний пішак · g3 білий пішак · c2 чорний пішак · e2 чорний король · f2 чорна тура · a1 чорна тура · b1 чорний кінь · d1 чорний слон | b8 білий король · b6 білий пішак · e6 чорний пішак · g6 чорний пішак · c5 білий слон · d5 біла тура · e5 білий пішак · g5 білий пішак · a4 чорний кінь · c4 білий пішак · e4 чорний пішак · g4 чорний пішак · c3 чорний пішак · d3 білий пішак · e3 білий пішак · f3 чорний пішак · g3 білий пішак · c2 чорний пішак · e2 чорний король · f2 чорна тура · a1 чорна тура · b1 чорний кінь · d1 чорний слон | b8 білий король · b6 білий пішак · e6 чорний пішак · g6 чорний пішак · c5 білий слон · d5 біла тура · e5 білий пішак · g5 білий пішак · a4 чорний кінь · c4 білий пішак · e4 чорний пішак · g4 чорний пішак · c3 чорний пішак · d3 білий пішак · e3 білий пішак · f3 чорний пішак · g3 білий пішак · c2 чорний пішак · e2 чорний король · f2 чорна тура · a1 чорна тура · b1 чорний кінь · d1 чорний слон | b8 білий король · b6 білий пішак · e6 чорний пішак · g6 чорний пішак · c5 білий слон · d5 біла тура · e5 білий пішак · g5 білий пішак · a4 чорний кінь · c4 білий пішак · e4 чорний пішак · g4 чорний пішак · c3 чорний пішак · d3 білий пішак · e3 білий пішак · f3 чорний пішак · g3 білий пішак · c2 чорний пішак · e2 чорний король · f2 чорна тура · a1 чорна тура · b1 чорний кінь · d1 чорний слон | b8 білий король · b6 білий пішак · e6 чорний пішак · g6 чорний пішак · c5 білий слон · d5 біла тура · e5 білий пішак · g5 білий пішак · a4 чорний кінь · c4 білий пішак · e4 чорний пішак · g4 чорний пішак · c3 чорний пішак · d3 білий пішак · e3 білий пішак · f3 чорний пішак · g3 білий пішак · c2 чорний пішак · e2 чорний король · f2 чорна тура · a1 чорна тура · b1 чорний кінь · d1 чорний слон | 4 |
| 3 | b8 білий король · b6 білий пішак · e6 чорний пішак · g6 чорний пішак · c5 білий слон · d5 біла тура · e5 білий пішак · g5 білий пішак · a4 чорний кінь · c4 білий пішак · e4 чорний пішак · g4 чорний пішак · c3 чорний пішак · d3 білий пішак · e3 білий пішак · f3 чорний пішак · g3 білий пішак · c2 чорний пішак · e2 чорний король · f2 чорна тура · a1 чорна тура · b1 чорний кінь · d1 чорний слон | b8 білий король · b6 білий пішак · e6 чорний пішак · g6 чорний пішак · c5 білий слон · d5 біла тура · e5 білий пішак · g5 білий пішак · a4 чорний кінь · c4 білий пішак · e4 чорний пішак · g4 чорний пішак · c3 чорний пішак · d3 білий пішак · e3 білий пішак · f3 чорний пішак · g3 білий пішак · c2 чорний пішак · e2 чорний король · f2 чорна тура · a1 чорна тура · b1 чорний кінь · d1 чорний слон | b8 білий король · b6 білий пішак · e6 чорний пішак · g6 чорний пішак · c5 білий слон · d5 біла тура · e5 білий пішак · g5 білий пішак · a4 чорний кінь · c4 білий пішак · e4 чорний пішак · g4 чорний пішак · c3 чорний пішак · d3 білий пішак · e3 білий пішак · f3 чорний пішак · g3 білий пішак · c2 чорний пішак · e2 чорний король · f2 чорна тура · a1 чорна тура · b1 чорний кінь · d1 чорний слон | b8 білий король · b6 білий пішак · e6 чорний пішак · g6 чорний пішак · c5 білий слон · d5 біла тура · e5 білий пішак · g5 білий пішак · a4 чорний кінь · c4 білий пішак · e4 чорний пішак · g4 чорний пішак · c3 чорний пішак · d3 білий пішак · e3 білий пішак · f3 чорний пішак · g3 білий пішак · c2 чорний пішак · e2 чорний король · f2 чорна тура · a1 чорна тура · b1 чорний кінь · d1 чорний слон | b8 білий король · b6 білий пішак · e6 чорний пішак · g6 чорний пішак · c5 білий слон · d5 біла тура · e5 білий пішак · g5 білий пішак · a4 чорний кінь · c4 білий пішак · e4 чорний пішак · g4 чорний пішак · c3 чорний пішак · d3 білий пішак · e3 білий пішак · f3 чорний пішак · g3 білий пішак · c2 чорний пішак · e2 чорний король · f2 чорна тура · a1 чорна тура · b1 чорний кінь · d1 чорний слон | b8 білий король · b6 білий пішак · e6 чорний пішак · g6 чорний пішак · c5 білий слон · d5 біла тура · e5 білий пішак · g5 білий пішак · a4 чорний кінь · c4 білий пішак · e4 чорний пішак · g4 чорний пішак · c3 чорний пішак · d3 білий пішак · e3 білий пішак · f3 чорний пішак · g3 білий пішак · c2 чорний пішак · e2 чорний король · f2 чорна тура · a1 чорна тура · b1 чорний кінь · d1 чорний слон | b8 білий король · b6 білий пішак · e6 чорний пішак · g6 чорний пішак · c5 білий слон · d5 біла тура · e5 білий пішак · g5 білий пішак · a4 чорний кінь · c4 білий пішак · e4 чорний пішак · g4 чорний пішак · c3 чорний пішак · d3 білий пішак · e3 білий пішак · f3 чорний пішак · g3 білий пішак · c2 чорний пішак · e2 чорний король · f2 чорна тура · a1 чорна тура · b1 чорний кінь · d1 чорний слон | b8 білий король · b6 білий пішак · e6 чорний пішак · g6 чорний пішак · c5 білий слон · d5 біла тура · e5 білий пішак · g5 білий пішак · a4 чорний кінь · c4 білий пішак · e4 чорний пішак · g4 чорний пішак · c3 чорний пішак · d3 білий пішак · e3 білий пішак · f3 чорний пішак · g3 білий пішак · c2 чорний пішак · e2 чорний король · f2 чорна тура · a1 чорна тура · b1 чорний кінь · d1 чорний слон | 3 |
| 2 | b8 білий король · b6 білий пішак · e6 чорний пішак · g6 чорний пішак · c5 білий слон · d5 біла тура · e5 білий пішак · g5 білий пішак · a4 чорний кінь · c4 білий пішак · e4 чорний пішак · g4 чорний пішак · c3 чорний пішак · d3 білий пішак · e3 білий пішак · f3 чорний пішак · g3 білий пішак · c2 чорний пішак · e2 чорний король · f2 чорна тура · a1 чорна тура · b1 чорний кінь · d1 чорний слон | b8 білий король · b6 білий пішак · e6 чорний пішак · g6 чорний пішак · c5 білий слон · d5 біла тура · e5 білий пішак · g5 білий пішак · a4 чорний кінь · c4 білий пішак · e4 чорний пішак · g4 чорний пішак · c3 чорний пішак · d3 білий пішак · e3 білий пішак · f3 чорний пішак · g3 білий пішак · c2 чорний пішак · e2 чорний король · f2 чорна тура · a1 чорна тура · b1 чорний кінь · d1 чорний слон | b8 білий король · b6 білий пішак · e6 чорний пішак · g6 чорний пішак · c5 білий слон · d5 біла тура · e5 білий пішак · g5 білий пішак · a4 чорний кінь · c4 білий пішак · e4 чорний пішак · g4 чорний пішак · c3 чорний пішак · d3 білий пішак · e3 білий пішак · f3 чорний пішак · g3 білий пішак · c2 чорний пішак · e2 чорний король · f2 чорна тура · a1 чорна тура · b1 чорний кінь · d1 чорний слон | b8 білий король · b6 білий пішак · e6 чорний пішак · g6 чорний пішак · c5 білий слон · d5 біла тура · e5 білий пішак · g5 білий пішак · a4 чорний кінь · c4 білий пішак · e4 чорний пішак · g4 чорний пішак · c3 чорний пішак · d3 білий пішак · e3 білий пішак · f3 чорний пішак · g3 білий пішак · c2 чорний пішак · e2 чорний король · f2 чорна тура · a1 чорна тура · b1 чорний кінь · d1 чорний слон | b8 білий король · b6 білий пішак · e6 чорний пішак · g6 чорний пішак · c5 білий слон · d5 біла тура · e5 білий пішак · g5 білий пішак · a4 чорний кінь · c4 білий пішак · e4 чорний пішак · g4 чорний пішак · c3 чорний пішак · d3 білий пішак · e3 білий пішак · f3 чорний пішак · g3 білий пішак · c2 чорний пішак · e2 чорний король · f2 чорна тура · a1 чорна тура · b1 чорний кінь · d1 чорний слон | b8 білий король · b6 білий пішак · e6 чорний пішак · g6 чорний пішак · c5 білий слон · d5 біла тура · e5 білий пішак · g5 білий пішак · a4 чорний кінь · c4 білий пішак · e4 чорний пішак · g4 чорний пішак · c3 чорний пішак · d3 білий пішак · e3 білий пішак · f3 чорний пішак · g3 білий пішак · c2 чорний пішак · e2 чорний король · f2 чорна тура · a1 чорна тура · b1 чорний кінь · d1 чорний слон | b8 білий король · b6 білий пішак · e6 чорний пішак · g6 чорний пішак · c5 білий слон · d5 біла тура · e5 білий пішак · g5 білий пішак · a4 чорний кінь · c4 білий пішак · e4 чорний пішак · g4 чорний пішак · c3 чорний пішак · d3 білий пішак · e3 білий пішак · f3 чорний пішак · g3 білий пішак · c2 чорний пішак · e2 чорний король · f2 чорна тура · a1 чорна тура · b1 чорний кінь · d1 чорний слон | b8 білий король · b6 білий пішак · e6 чорний пішак · g6 чорний пішак · c5 білий слон · d5 біла тура · e5 білий пішак · g5 білий пішак · a4 чорний кінь · c4 білий пішак · e4 чорний пішак · g4 чорний пішак · c3 чорний пішак · d3 білий пішак · e3 білий пішак · f3 чорний пішак · g3 білий пішак · c2 чорний пішак · e2 чорний король · f2 чорна тура · a1 чорна тура · b1 чорний кінь · d1 чорний слон | 2 |
| 1 | b8 білий король · b6 білий пішак · e6 чорний пішак · g6 чорний пішак · c5 білий слон · d5 біла тура · e5 білий пішак · g5 білий пішак · a4 чорний кінь · c4 білий пішак · e4 чорний пішак · g4 чорний пішак · c3 чорний пішак · d3 білий пішак · e3 білий пішак · f3 чорний пішак · g3 білий пішак · c2 чорний пішак · e2 чорний король · f2 чорна тура · a1 чорна тура · b1 чорний кінь · d1 чорний слон | b8 білий король · b6 білий пішак · e6 чорний пішак · g6 чорний пішак · c5 білий слон · d5 біла тура · e5 білий пішак · g5 білий пішак · a4 чорний кінь · c4 білий пішак · e4 чорний пішак · g4 чорний пішак · c3 чорний пішак · d3 білий пішак · e3 білий пішак · f3 чорний пішак · g3 білий пішак · c2 чорний пішак · e2 чорний король · f2 чорна тура · a1 чорна тура · b1 чорний кінь · d1 чорний слон | b8 білий король · b6 білий пішак · e6 чорний пішак · g6 чорний пішак · c5 білий слон · d5 біла тура · e5 білий пішак · g5 білий пішак · a4 чорний кінь · c4 білий пішак · e4 чорний пішак · g4 чорний пішак · c3 чорний пішак · d3 білий пішак · e3 білий пішак · f3 чорний пішак · g3 білий пішак · c2 чорний пішак · e2 чорний король · f2 чорна тура · a1 чорна тура · b1 чорний кінь · d1 чорний слон | b8 білий король · b6 білий пішак · e6 чорний пішак · g6 чорний пішак · c5 білий слон · d5 біла тура · e5 білий пішак · g5 білий пішак · a4 чорний кінь · c4 білий пішак · e4 чорний пішак · g4 чорний пішак · c3 чорний пішак · d3 білий пішак · e3 білий пішак · f3 чорний пішак · g3 білий пішак · c2 чорний пішак · e2 чорний король · f2 чорна тура · a1 чорна тура · b1 чорний кінь · d1 чорний слон | b8 білий король · b6 білий пішак · e6 чорний пішак · g6 чорний пішак · c5 білий слон · d5 біла тура · e5 білий пішак · g5 білий пішак · a4 чорний кінь · c4 білий пішак · e4 чорний пішак · g4 чорний пішак · c3 чорний пішак · d3 білий пішак · e3 білий пішак · f3 чорний пішак · g3 білий пішак · c2 чорний пішак · e2 чорний король · f2 чорна тура · a1 чорна тура · b1 чорний кінь · d1 чорний слон | b8 білий король · b6 білий пішак · e6 чорний пішак · g6 чорний пішак · c5 білий слон · d5 біла тура · e5 білий пішак · g5 білий пішак · a4 чорний кінь · c4 білий пішак · e4 чорний пішак · g4 чорний пішак · c3 чорний пішак · d3 білий пішак · e3 білий пішак · f3 чорний пішак · g3 білий пішак · c2 чорний пішак · e2 чорний король · f2 чорна тура · a1 чорна тура · b1 чорний кінь · d1 чорний слон | b8 білий король · b6 білий пішак · e6 чорний пішак · g6 чорний пішак · c5 білий слон · d5 біла тура · e5 білий пішак · g5 білий пішак · a4 чорний кінь · c4 білий пішак · e4 чорний пішак · g4 чорний пішак · c3 чорний пішак · d3 білий пішак · e3 білий пішак · f3 чорний пішак · g3 білий пішак · c2 чорний пішак · e2 чорний король · f2 чорна тура · a1 чорна тура · b1 чорний кінь · d1 чорний слон | b8 білий король · b6 білий пішак · e6 чорний пішак · g6 чорний пішак · c5 білий слон · d5 біла тура · e5 білий пішак · g5 білий пішак · a4 чорний кінь · c4 білий пішак · e4 чорний пішак · g4 чорний пішак · c3 чорний пішак · d3 білий пішак · e3 білий пішак · f3 чорний пішак · g3 білий пішак · c2 чорний пішак · e2 чорний король · f2 чорна тура · a1 чорна тура · b1 чорний кінь · d1 чорний слон | 1 |
|   | a | b | c | d | e | f | g | h |   |

FEN: 1K6/8/1P2p1p1/2BRP1P1/n1P1p1p1/2pPPpP1/2p1kr2/rn1b4
2 Sol

I  1...Rd4 2.K:e3 Rd4xe4+ 3.Kxd3 Bc5xf2 4.Be2 Re4-d4#

II 1...Bd4 2.Kxd3 Bd4xc3+ 3.Kxe3 Rd5xd1 4.Re2 Bc3-d4#